# Амбелакия (дем Темпа)
Вижте пояснителната страница за други значения на Амбелакия.
Амбелакия (на гръцки: Αμπελάκια) е село в Република Гърция, област Тесалия, дем Темпа. Селото има население от 434 души.

## Личности
Родени в Амбелакия
- Игнатий II Ардамерски (1769 – 1839), гръцки духовник и революционер